# Dilophus maculatus
Dilophus maculatus är en tvåvingeart som beskrevs av Luigi Bellardi 1859. Dilophus maculatus ingår i släktet Dilophus och familjen hårmyggor. Inga underarter finns listade i Catalogue of Life.